# 크리스토퍼 놀란
크리스토퍼 에드워드 놀란(영어: Christopher Edward Nolan 놀런[*], CBE, 1970년 7월 30일~)은 영국의 영화 감독, 각본가, 영화 제작자이다. 영화 《오펜하이머》를 통해 제96회 아카데미상 감독상을 수상하였다. 유니버시티 칼리지 런던(UCL)을 졸업했다.
《미행》으로 데뷔하여 두 번째 작품 《메멘토》로 크게 성공했다. 이후 작품으로는 《인셉션》, 다크 나이트 3부작 (《배트맨 비긴즈》, 《다크 나이트》, 《다크 나이트 라이즈》)과《인터스텔라》가 있다. 2017년 영화 《덩케르크》가 개봉했다.

## 작품 목록
| 연도 | 제목                                                                     | 크레딧 | 크레딧 | 크레딧 | 스튜디오                                             |
| 연도 | 제목                                                                     | 연출   | 제작   | 각본   | 스튜디오                                             |
| ---- | ------------------------------------------------------------------------ | ------ | ------ | ------ | ---------------------------------------------------- |
| 1998 | 《미행》 Following                                                       | 예     | 예     | 예     | 넥스트 웨이브 필름 신카피                            |
| 2000 | 《메멘토》 Memento                                                       | 예     |        | 예     | 뉴마켓 필름 팀 토드                                  |
| 2002 | 《인썸니아》 Insomnia                                                    | 예     |        |        | 알콘 엔터테인먼트 섹션 에이트                        |
| 2005 | 《배트맨 비긴즈》 Batman Begins                                          | 예     |        | 예     | DC 코믹스 레전더리 픽쳐스 신카피 파탈렉스 3 프로덕션 |
| 2006 | 《프레스티지》 Prestige                                                  | 예     | 예     | 예     | 터치스톤 픽쳐스 워너 브라더스 뉴마켓 필름 신카피     |
| 2008 | 《다크 나이트》 The Dark Knight                                          | 예     | 예     | 예     | 레전더리 픽쳐스 신카피 DC 코믹스                     |
| 2010 | 《인셉션》 Inception                                                     | 예     | 예     | 예     | 레전더리 픽쳐스 신카피                               |
| 2012 | 《다크 나이트 라이즈》 The Dark Knight Rises                             | 예     | 예     | 예     | 레전더리 픽쳐스 신카피 DC 코믹스                     |
| 2013 | 《맨 오브 스틸》 Man of Steel                                            |        | 예     | 예     | 레전더리 픽쳐스 신카피 DC 엔터테인먼트               |
| 2014 | 《트랜센던스》 Transcendence                                             |        | 예     |        | 알콘 엔터테인먼트 스트레이트 업 필름                 |
| 2014 | 《인터스텔라》 Interstellar                                              | 예     | 예     | 예     | 신카피 린다 옵스트 프로덕션 레전더리 픽처스          |
| 2016 | 《배트맨 대 슈퍼맨: 저스티스의 시작》 Batman v Superman: Dawn of Justice |        | 예     |        | DC 엔터테인먼트 듄 엔터테인먼트                      |
| 2017 | 《덩케르크》 Dunkirk                                                     | 예     | 예     | 예     | 신카피                                               |
| 2020 | 《테넷》 Tenet                                                           | 예     | 예     | 예     | 신카피                                               |
| 2023 | 《오펜하이머》 Oppenheimer                                               | 예     | 예     | 예     | 신카피 애틀러스 엔터테인먼트                         |
| 2026 | 《오디세이》 The Odyssey                                                 | 예     | 예     | 예     | 신카피                                               |